# Caballero Asisio
El Caballero Asisio es un poema hagiográfico español, escrito por fray Gabriel de Mata y publicado en dos volúmenes, el primero publicado en Bilbao en 1587. Debido a su título, algunas veces se le incluye entre los llamados libros de caballerías a lo divino o narraciones caballerescas espirituales, pero fuera del título no contiene otro elemento de carácter caballeresco.
El primer volumen de la obra se titula Primera, segunda y tercera parte, del Caballero Asisio, con el nacimiento, vida y muerte del Seraphico padre sanct Francisco. En octava rima. Compuesto por fray Gabriel de Mata su frayle menor, en la Provincia de Cantabria. Tiene 29 cantos. Fue impreso en Bilbao en 1587 por Matías Mares.
El segundo tomo se titula Segundo Volumen del Caballero Asisio de F. Gabriel de Mata su frayle m. de la Provincia de Cantabria, en las famosas vidas de cinco famosos Sanctos de su Orden y fue impreso en Logroño por Matías de Mares en 1589. Contiene biografías en verso de Santa Clara, San Antonio de Padua, San Buenaventura, San Luis de Tolosa y San Bernardino. El autor lo dedicó a don Juan Fernández de Velasco, condestable de Castilla.
En su estudio sobre los libros de caballerías (1857), Pascual de Gayangos y Arce se refirió así al Caballero Asisio: "Aunque, siguiendo á algunos bibliógrafos, colocamos en esta sección el Caballero Asisio, no es, propiamente hablando, un libro de caballerías á lo divino, ni tampoco, aunque en verso, una epopeya caballeresca. Es simplemente la vida de san Francisco y otros cinco santos de su orden, aunque bajo el extraño titulo arriba indicado; y pertenece más bien al género épico-cristiano, del que tantas y tan bellas muestras dieron nuestros poetas de ios siglos XVI y XVII."